# Eulophus callidius
Eulophus callidius är en stekelart som beskrevs av Walker 1839. Eulophus callidius ingår i släktet Eulophus och familjen finglanssteklar. Inga underarter finns listade i Catalogue of Life.